# 努爾衛星

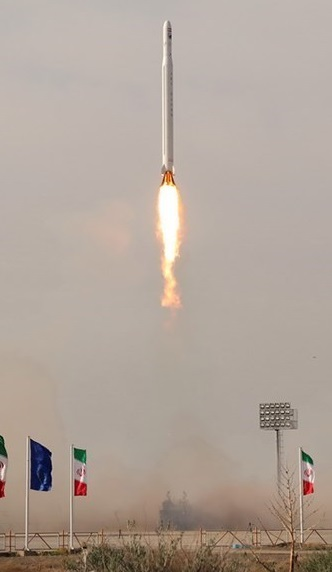
衛星发射

努爾衛星 （直译：「光」) 是一颗伊朗军用卫星，也是伊朗第一颗军用卫星。2020年4月22日，搭載努爾衛星的加赛德运载火箭成功发射，並將衛星送入軌道。2022年3月8日，伊斯兰革命卫队再次以加赛德运载火箭發射了第2枚軍用衞星努爾2號。

## 各方反應

### 伊朗
伊朗伊斯蘭革命衛隊總司令侯赛因·萨拉米將軍表示：“今天，世界上強大的軍隊沒有就太空領域制定全面的防禦計劃。實現這項成就將我們帶入太空並擴展我們能力範圍，這是一項戰略成就。”

### 西方
2020年4月22日，美国國防部承認伊朗成功發射了第一顆軍用衛星，五角大廈高級官員稱伊朗發射衛星是一種挑釁。但美國太空軍作戰部長约翰·威廉·雷蒙德個人宣稱：「努爾是太空中翻滾的網絡攝像頭，不太可能提供情報。」
法國與美國持相同立場，法國外交部譴責伊朗向軌道發射軍用衛星，助長地區的不穩定性。

### 俄羅斯
俄羅斯駐聯合國代表瓦西里·涅边贾表示：“美方不斷企圖以虛假藉口剝奪伊朗從和平空間技術中獲益的權利，令人嚴重關切和深感遺憾。 ” 

## 衛星操作
2022年5月10日，伊朗信息和通信技術部部長Issa Zarepour在他的Instagram上發布了一張由努爾2號衛星拍攝的美國海軍位於巴林的第五艦隊基地的低分辨率、彩色俯視圖。幾小時後，其Instagram帳戶被禁用。
| 名稱    | 英文名稱 | 波斯聞名稱    | 發射日期      | 运载火箭 | 軌道高度 | 軌道衰變      | 狀態 | 備註   |
| ------- | -------- | ------------- | ------------- | -------- | -------- | ------------- | ---- | ------ |
| 努爾1號 | Noor-1   | ۱ ماهواره نور | 2020年4月22日 | Qased    | 425公里  | 2022年4月13日 | 退役 | [ 12 ] |
| 努爾2號 | Noor-2   | ۲ ماهواره نور | 2022年3月8日  | Qased    | 500公里  |               | 現役 | [ 12 ] |